# Hibiscus windischii
Hibiscus windischii är en malvaväxtart som beskrevs av Antonio Krapovickas och Fryxell. Hibiscus windischii ingår i Hibiskussläktet som ingår i familjen malvaväxter. Inga underarter finns listade i Catalogue of Life.